# Robert Staniszewski (pułkownik)
Robert Staniszewski (pułkownik) (ur. 15 listopada 1925 w Nietulisku Dużym, zm. 7 marca 1988 w Szczecinie – pułkownik Sił Zbrojnych Polskiej Rzeczypospolitej Ludowej, cybernetyk, profesor zwyczajny doktor habilitowany Wojskowej Akademii Technicznej.

## Życiorys
Pochodził z Nietuliska Dużego (pow. opatowski) na Kielecczyźnie, był synem Stanisława i Julii z Korzeniowskich.
Podczas okupacji niemieckiej przyuczał się do zawodu tokarskiego w zakładach metalurgicznych w Starachowicach. Po zakończeniu wojny, w czerwcu 1945 rozpoczął służbę w ludowym Wojsku Polskim. Został skierowany w charakterze technika konstruktora do pracy w Zakładach Naprawczych Lotniczych w Dęblinie, gdzie służył do 1949 roku. W 1947 awansowany do stopnia podporucznika, a w 1949 porucznika. W latach 1949–1956 pracował na stanowiskach technicznych w jednostkach należących do Instytutu Techniki Lotniczej. Od 1952 studiował równocześnie na Wydziale Lotniczym Politechniki Warszawskiej. W 1953 awansował na kapitana. W 1956 roku uzyskał dyplom inżyniera mechanika w zakresie eksploatacji samolotów. Również w tym roku został asystentem, a od 1958 roku, po otrzymaniu stopnia magisterskiego i awansu na majora starszym asystentem w Wojskowej Akademii Technicznej w Warszawie. W latach 1959–1962 kierował laboratorium pomiarów i automatyki w tej uczelni. W październiku 1962 uzyskał stopień naukowy doktora w zakresie nauk technicznych na podstawie dysertacji O zagadnieniu wyznaczenia optymalnych i krytycznych parametrów pracy nieizobarycznego silnika rakietowego na paliwo ciekłe z dyszą rozwartą. Promotorem pracy był płk prof. Ryszard Szymanik. 
W 1962 został mianowany docentem na Wydziale Mechanicznym WAT i otrzymał stopień podpułkownika. Pułkownik od 1968 roku, również w 1968 objął funkcję zastępcy kierownika Instytutu Techniki Lotniczej i Rakietowej. W latach 1970–1977 kierował Zakładem Automatyki i Dynamiki Układów. W tym okresie wykładał też poza WATą: automatykę i dynamikę obiektów pływających w Wyższej Szkole Marynarki Wojennej w Gdyni (1968–1973), automatykę w Wyższej Oficerskiej Szkole Lotniczej w Dęblinie (1970–1972) i metodologię projektowania na Politechnice Warszawskiej (1970–1975). W maju 1973 habilitował się na podstawie rozprawy pod tytułem Synteza pewnego dynamicznego modelu optymalizacji złożonych układów cieplnych. W 1977 objął kierownictwo Katedry Układów Sterowania WAT. W 1979 roku mianowany profesorem nadzwyczajnym, a w 1985 roku profesorem zwyczajnym. W latach 1979–1980 kierował również Instytutem Techniki Rakietowej WAT. 
Specjalizował się w badaniach dotyczących teorii sterowania, cybernetyki technicznej i metodologii projektowania. W szczególności interesował się powiązaniami automatyki 
teorii sterowania systemów z ich konstrukcją w aspekcie eksploatacji, starzenia i rozwoju. Zainicjował badania nad nową klasą systemów sterowania zintegrowanego i był autorem modeli dynamiki projektowania rozwojowego. Opublikował ponad 200 prac naukowych i popularnonaukowych, w tym 20 podręczników i skryptów, m.in.:
- Cybernetyka systemów projektowania (1980)
- Sterowanie zespołów napędowych: projektowanie, konstrukcja i eksploatacja (1980)
- Rozwój systemów projektowania (1981)
- Cybernetyczna teoria projektowania (1986)
- Teoria systemów (1988).

W 1985 roku zorganizował w Warszawie międzynarodową konferencję «Cybernetics–85», a w 1986 pierwsze konwersatorium poświęcone sztucznej inteligencji, czym zainicjował w Polsce rozwój tej dziedziny dla potrzeb robotyki i metodologii projektowania. Był redaktorem naczelnym kwartalnika Postępy Cybernetyki i serii wydawniczej Cybernetyka, a także stałym recenzentem amerykańskiego czasopisma Mathematical Review.
Był członkiem Komitetu Informatyki Polskiej Akademii Nauk i Komitetu Automatyki i Robotyki PAN, przewodniczył Radzie Naukowej Ośrodka Badawczo-Rozwojowego Zakładów Metalowych w Skarżysku Kamiennej. Był członkiem dziewięciu rad naukowych instytutów i uczelni technicznych. Pełnił funkcje konsultanta kilku biur projektowych i konstrukcyjnych. Należał do Stowarzyszeniu Inżynierów i Mechaników Polskich (SIMP), w którym był w latach 1966-1972 członkiem Zarządu Oddziału Warszawskiego. Od 1970 uczestniczył w pracach w Polskiego Towarzystwa
Cybernetycznego (PTC) jako sekretarz naukowy, członek Zarządu Głównego, a od 1984 roku jego prezes. Był członkiem PZPR
Zmarł nagle 7 III 1988 w Szczecinie, pochowany został na cmentarzu Komunalnym na Powązkach w Warszawie (kwatera H-13-7).

## Odznaczenia
- Krzyż Oficerski Orderu Odrodzenia Polski
- Krzyż Kawalerski Orderu Odrodzenia Polski
- Złoty Krzyż Zasługi
- Złoty Krzyż Zasługi
- Złota odznaka SIMP
- Srebrna odznaka SIMP
- Złota odznaka Polskiego Towarzystwa Cybernetycznego
- Srebrna odznaka Polskiego Towarzystwa Cybernetycznego

## Źródła
- Kto jest kim w Polsce 1989, Wydawnictwo Interpress, Warszawa 1989, str. 1235
- Internetowy Polski Słownik Biograficzny